# Radiorama
Radiorama est un groupe italien d'Italo disco. Principalement actif dans les années 1990, il s'est formé en 1985 par le producteur italien Mauro Farina, accompagné par plusieurs chanteuses, dont la chanteuse italo-américaine Simona Zanini. Radiorama est l'un des projets de Maruo Farina les plus connus à l'échelle mondiale. Nombre de ses albums et chansons ont atteint les hit-parades.
Le projet cesse ses activités au début des années 2000. En presque deux décennies d'existence, le groupe compte neuf albums.

## Histoire
Radiorama s'est formé en 1984 d'une coopération entre les producteurs italiens Mauro Farina et Aldo Martinelli. Lors d'une interview, Farina explique avoir commencé à composer les premières chansons de Radiorama vers 1985, bien qu'il mentionne la première, Chance to Desire, datant de 1984. Dès les premières années du projet, Farina fut accompagné par la chanteuse italo-américaine Simona Zanini pour les parties vocales des trois premiers singles du groupe : Chance to Desire, Desire et Hey Hey. Ce fut Aldo Martinelli, producteur de Chance to Desire, qui a permis la rencontre entre Farina et Zanini. Mauro Farina explique que le premier morceau sorti fut Desire, suivi par Hey Hey, Vampires, Aliens et Yeti, des morceaux qui ont tous été produits en deux mois. Le quotidien russe Komsomolskaïa Pravda considère le groupe comme « précurseur » de l'Italo disco.
Chance to Desire, le premier single de Radiorama, sorti en 1985, fait connaître le groupe dans les discothèques européennes, en particulier en Allemagne et en Suisse. Le deuxième single, Desire, sort pendant le réveillon de Noël de la même année.
En 1986, Radiorama sort son premier album, intitulé Desire and Vampires, qui se hisse à la 12e du Schweizer Hitparade en Suisse. L'année suivante, en 1987, le groupe sort The 2nd Album, qui apparaît dans les hit-parades de plusieurs pays. L'album atteint la 17e place des hit-parades autrichiens et suisses, ainsi que la 33e place du hit-parade suédois,,. De cet album est extrait le single Aliens, également classé dans les hit-parades, vendu à plus de 500 000 exemplaires, et notamment cité 4e par Khareem Ghezawi du Magnetic Magazine dans sa liste des « dix meilleurs morceaux Italo disco de tous les temps ». Le single a également eu le droit à son clip. À ce sujet, Ghezawi le juge en ces termes : « Un anglais paresseux à l'accent européen - c'est fait. Des paroles difficiles à transcrire sur des thèmes bizarres - c'est fait. Coiffures, tenues et danses absurdes - c'est fait, surcharge de synthés percutants - c'est fait. C'est de l'Italo disco dans sa forme la plus pure. » La couverture vinyle du single s'inspire de l'affiche du film Aliens de James Cameron, sorti en 1979.
Leur troisième album, The Legend, sort en 1988 et se classe 30e en Suisse. Après une pause, le groupe revient en 1990 avec la parution de l'album Fifth. Plusieurs compilations sortiront ensuite au cours des années 1990. Le groupe revient en 1993 avec la sortie d'une suite de Aliens baptisée Aliens 2 (The Nightmare). Farina explique que Giuliano et lui-même voulaient créer un « second acte », expliquant que Aliens fut le single le mieux vendu de Radiorama.
En 1996 sort la compilation Greatest Hits, noté 4 étoiles sur 5 par AllMusic. Radiorama revient en 1999 et publie l'album World of Radiorama. En 2002, ils sortent un double-album, Yesterday Today Tomorrow, comprenant des remixes et un remastering de The Fifth. Le projet cesse ses activités au début des années 2000. En presque deux décennies d'existence, le groupe compte neuf albums. Plusieurs remixes, en particulier par la Factory Team.

## Production et thèmes
Mauro Farina avait pour habitude d'écrire ses chansons et de les interpréter lui-même, en changeant son nom d'artiste ; son projet Radiorama est l'un des plus connus à l'échelle mondiale. Les productions du groupe étaient chantées par Farina (voix principale) et Clara Moroni (voix féminine du groupe), à l'exception du premier single, Chance to Desire, où Marco Bresciani était la voix masculine, et Simona Zanini la voix féminine. Les chansons de Radiorama ont été composées, réalisées et arrangées par Farina et Giuliano Crivellente (qui a également assuré la production exécutive). Les producteurs « de fond » de ces disques étaient, pour la plupart, Paolo Gemma et Marco Bresciani.
Les chansons interprétées par le groupe tournent souvent autour de créatures mythologiques. Concernant ses inspirations, Farina explique les prendre de ses rêves, expériences et désirs : « n'importe quelle partie de mon existence peut influencer mes chansons... n'importe laquelle ! »

## Discographie

### Albums studio
| Année                                                                              | Titre                    | Meilleure position | Meilleure position | Meilleure position |
| Année                                                                              | Titre                    | AUT                | SUE                | SUI                |
| ---------------------------------------------------------------------------------- | ------------------------ | ------------------ | ------------------ | ------------------ |
| 1986                                                                               | Desires and Vampires     | –                  | –                  | 12                 |
| 1987                                                                               | The 2nd Album            | 17                 | 33                 | 17                 |
| 1988                                                                               | The Legend               | –                  | –                  | 30                 |
| 1989                                                                               | Four Years After         | –                  | –                  | –                  |
| 1990                                                                               | The Fifth                | –                  | –                  | –                  |
| 1999                                                                               | The World of Radiorama   | –                  | –                  | –                  |
| 2002                                                                               | Yesterday Today Tomorrow | –                  | –                  | –                  |
| « – » signifie que l'album ne s'est pas classé ou n'a pas été publié dans ce pays. |                          |                    |                    |                    |

### Compilations
- 1996 : Greatest Hits
- 1998 : Best of Radiorama
- 2007 : The Original Definitive Collection
- 2015 : Greatest Hits and Remixes

### Singles
| Année                                                                                | Titre                                  | Meilleure position | Meilleure position | Meilleure position |
| Année                                                                                | Titre                                  | ALL                | SUI                |                    |
| ------------------------------------------------------------------------------------ | -------------------------------------- | ------------------ | ------------------ | ------------------ |
| 1985                                                                                 | Chance to Desire                       | –                  | 18                 |                    |
| 1985                                                                                 | Desire                                 | –                  | 17                 |                    |
| 1986                                                                                 | Vampires                               | –                  | 5                  |                    |
| 1986                                                                                 | Hey Hey                                | –                  | –                  |                    |
| 1986                                                                                 | Aliens                                 | 25                 | 5                  |                    |
| 1987                                                                                 | Fire                                   | –                  | 16                 |                    |
| 1987                                                                                 | Yeti                                   | –                  | 6                  |                    |
| 1987                                                                                 | The Radiorama Megamix                  | –                  | –                  |                    |
| 1988                                                                                 | ABCD                                   | –                  | 19                 |                    |
| 1988                                                                                 | Radiorama Sing The Beatles             | –                  | –                  |                    |
| 1989                                                                                 | Baciami (Kiss Me)                      | –                  | –                  |                    |
| 1989                                                                                 | Bad Boy You                            | –                  | –                  |                    |
| 1989                                                                                 | Daddy Daddy                            | –                  | –                  |                    |
| 1989                                                                                 | Megamix                                | –                  | –                  |                    |
| 1990                                                                                 | 3, 4 Gimme More                        | –                  | –                  |                    |
| 1990                                                                                 | One Two Three (Max Coveri & Radiorama) | –                  | –                  |                    |
| 1990                                                                                 | Why Baby Why                           | –                  | –                  |                    |
| 1991                                                                                 | Come Back My Lover                     | –                  | –                  |                    |
| 1992                                                                                 | Sugar Sugar Love                       | –                  | –                  |                    |
| 1993                                                                                 | Aliens 2 (The Nightmare)               | –                  | –                  |                    |
| 1994                                                                                 | Your Love                              | –                  | –                  |                    |
| 1995                                                                                 | It's a Lonely Wait                     | –                  | –                  |                    |
| 1995                                                                                 | Let Me Be                              | –                  | –                  |                    |
| 1996                                                                                 | Little Bird                            | –                  | –                  |                    |
| 1996                                                                                 | Like an Angel                          | –                  | –                  |                    |
| 1996                                                                                 | Touch Me Now                           | –                  | –                  |                    |
| 1997                                                                                 | 'Cause the Night                       | –                  | –                  |                    |
| 1997                                                                                 | Di-Da-Di                               | –                  | –                  |                    |
| 1998                                                                                 | Beautiful Man                          | –                  | –                  |                    |
| 1998                                                                                 | Give Me the Night                      | –                  | –                  |                    |
| 1999                                                                                 | Ninna Ninna Oh                         | –                  | –                  |                    |
| « – » signifie que le single ne s'est pas classé ou n'a pas été publié dans ce pays. |                                        |                    |                    |                    |